# 白浜一良
白浜 一良（しらはま かずよし、1947年〈昭和22年〉7月6日 - ）は、日本の政治家。公明党顧問。
参議院議員（4期）、黎明クラブ代表、公明党参議院幹事長、公明党幹事長代理、公明党参議院議員会長、公明党副代表などを歴任した。

## 経歴
- 1947年7月6日 - 奈良県大和郡山市に生まれる。
- 1966年3月 - 東大寺学園高校卒業。
- 1972年3月 - 京都大学文学部哲学科卒業。
- 1989年7月23日 - 第15回参議院議員通常選挙に大阪府選挙区から公明党公認で出馬、初当選。
- 1994年
  - 12月5日 - 旧公明党が公明新党と公明に分党。公明新党に所属。
  - 12月9日 - 公明新党解党。
  - 12月10日 - 新進党の結党に参加。
- 1995年7月23日 - 第17回参議院議員通常選挙に大阪府選挙区から新進党公認で出馬、再選。
- 1997年12月31日 - 新進党分党が手続きされる。
- 1998年
  - 1月4日 - 黎明クラブ結党に伴い党代表に就任。
  - 1月18日 - 黎明クラブが公明に合流。
  - 11月7日 - 公明が新党平和と合流し、公明党再結党。
- 2001年7月29日 - 第19回参議院議員通常選挙に大阪府選挙区から公明党公認で出馬、3期目の当選。
- 2007年7月29日 - 第21回参議院議員通常選挙に大阪府選挙区から公明党公認で出馬、4期目の当選。2位当選であった。この選挙で草川昭三が落選したことを受け、党参議院議員会長に就任。
- 2013年
  - 7月 - 第23回参議院議員通常選挙には出馬せず、政界を引退。大阪府選挙区の後継を杉久武に託す。
  - 8月 - 公明党顧問に就任[1]。
- 2019年4月、公明党の推薦で中央選挙管理会委員に就任（2022年まで）[2]。

## 役職歴

### 公明党（1998年 - ）
- 中央幹事会副代表
- 参議院議員会長
- 幹事長代理
- 関西方面議長
- 大阪府本部代表
- 中小企業活性化対策本部長
- 憲法調査会長
- 参議院議員副会長
- 参議院幹事長
- 経済産業部会顧問
- 文化・芸術振興会議顧問

### 旧公明党（ - 1994年）
- 副書記長

### 創価学会
- 創価学会関西男子部長
- 創価学会関西青年部長